# Shirt Tails
De Shirt Tails was een straatbende tijdens het midden van de 19de eeuw die hun basis hadden in de Five Points sloppenwijk in Manhattan. Ze droegen hun shirts aan de buitenkant van hun broeken als een vorm van emblem en een teken van groepstrouw. De Shirt Tails hielden hun wapens —meestal drie of vier— verborgen onder hun shirts. De discrete aanpak staat in contrast met de wedijverende bendes die hun wapens tentoon spreiden  om te intimideren.
Het ledenaantal van de Shirt Tails steeg nooit boven dat van enkele honderden. Zoals vele andere bendes verdwenen de Shirt Tails kort voor de Amerikaanse Burgeroorlog (maar ze participeerden wel in een coalitie van bendes onder de Dead Rabbits tijdens de New York Draft Riots of conscriptierellen), waarbij hun overblijvende leden aansloten bij de verschillende andere bendes. 